# Monaeses xyphoides
Monaeses xyphoides là một loài nhện trong họ Thomisidae.
Loài này thuộc chi Monaeses. Monaeses xyphoides được Ludwig Carl Christian Koch miêu tả năm 1874.